# Аруж Афтаб
Аруж Афтаб — пакистансько-американська співачка та композиторка, що поєднує у своїй музиці джаз та ісламську музику. У 2019-му році стала лауреаткою Ґреммі за "найкращий виступ світової музики".

## Дискографія

### Сольні альбоми
- Bird Under Water (2014)
- Siren Islands (2018)
- Vulture Prince (2021)
- Night Reign (2024)

### У співпраці
- Love In Exile (спільно з Віджаєм Аєром[en] та Шахзадом Ісмаілі) (2023)